# Santoche
Santoche és un municipi francès situat al departament del Doubs i a la regió de Borgonya - Franc Comtat. L'any 2007 tenia 85 habitants.

## Demografia

### Població
El 2007 la població de fet de Santoche era de 85 persones. Hi havia 34 famílies de les quals 8 eren unipersonals (4 homes vivint sols i 4 dones vivint soles), 13 parelles sense fills i 13 parelles amb fills.
La població ha evolucionat segons el següent gràfic:
Habitants censats

### Habitatges
El 2007 hi havia 36 habitatges, 34 eren l'habitatge principal de la família i 2 eren segones residències. 34 eren cases i 2 eren apartaments. Dels 34 habitatges principals, 28 estaven ocupats pels seus propietaris, 2 estaven llogats i ocupats pels llogaters i 3 estaven cedits a títol gratuït; 2 tenien tres cambres, 3 en tenien quatre i 28 en tenien cinc o més. 31 habitatges disposaven pel capbaix d'una plaça de pàrquing. A 12 habitatges hi havia un automòbil i a 18 n'hi havia dos o més.

### Piràmide de població
La piràmide de població per edats i sexe el 2009 era:
| Homes | Edats   | Dones |
| ----- | ------- | ----- |
| 0     | 95 o +  | 0     |
| 0     | 90 a 94 | 0     |
| 0     | 85 a 89 | 0     |
| 0     | 80 a 84 | 0     |
| 0     | 75 a 79 | 4     |
| 0     | 70 a 74 | 0     |
| 0     | 65 a 69 | 0     |
| 4     | 60 a 64 | 0     |
| 4     | 55 a 59 | 8     |
| 4     | 50 a 54 | 0     |
| 8     | 45 a 49 | 4     |
| 0     | 40 a 44 | 4     |
| 0     | 35 a 39 | 0     |
| 4     | 30 a 34 | 0     |
| 0     | 25 a 29 | 0     |
| 4     | 20 a 24 | 4     |
| 0     | 15 a 19 | 0     |
| 0     | 10 a 14 | 0     |
| 0     | 5 a 9   | 0     |
| 0     | 0 a 4   | 0     |

## Economia
El 2007 la població en edat de treballar era de 55 persones, 37 eren actives i 18 eren inactives. De les 37 persones actives 34 estaven ocupades (18 homes i 16 dones) i 2 estaven aturades (1 home i 1 dona). De les 18 persones inactives 7 estaven jubilades, 3 estaven estudiant i 8 estaven classificades com a «altres inactius».
Activitats econòmiques
Dels 7 establiments que hi havia el 2007, 1 era d'una empresa alimentària, 1 d'una empresa de fabricació d'altres productes industrials, 1 d'una empresa de comerç i reparació d'automòbils, 1 d'una empresa de transport, 1 d'una empresa financera, 1 d'una empresa immobiliària i 1 d'una empresa de serveis.
L'any 2000 a Santoche hi havia 3 explotacions agrícoles.

## Poblacions més properes
El següent diagrama mostra les poblacions més properes.